# Voivodato di Chełm

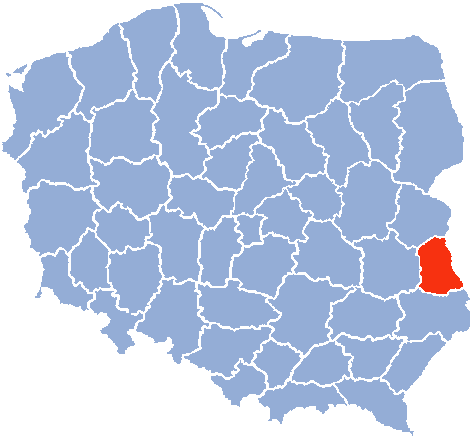
Voivodato di Chelm

Il voivodato di Chełm (in polacco województwo chełmskie) era un'unità di divisione amministrativa e governo locale della Polonia negli anni 1975–1998. È stato sostituito dal voivodato di Lublino. La sua capitale era Chełm.

## Principali città e popolazione
- Chełm (69100 abitanti)
- Krasnystaw (20600 abitanti)